# Salix sungkianica
Salix sungkianica är en videväxtart som beskrevs av Yi Liang Chou och Skvortsov. Salix sungkianica ingår i släktet viden, och familjen videväxter. Inga underarter finns listade i Catalogue of Life.